# Mamey (Juncos)
Mamey es un barrio ubicado en el municipio de Juncos en el estado libre asociado de Puerto Rico. En el Censo de 2010 tenía una población de 4310 habitantes y una densidad poblacional de 1.001,26 personas por km².

## Geografía
Mamey se encuentra ubicado en las coordenadas 18°14′13″N 65°56′11″O / 18.23694, -65.93639. Según la Oficina del Censo de los Estados Unidos, Mamey tiene una superficie total de 4.3 km², de la cual 4.29 km² corresponden a tierra firme y (0.42%) 0.02 km² es agua.

## Demografía
Según el censo de 2010, había 4310 personas residiendo en Mamey. La densidad de población era de 1.001,26 hab./km². De los 4310 habitantes, Mamey estaba compuesto por el 73.27% blancos, el 11.67% eran afroamericanos, el 0.44% eran amerindios, el 0.28% eran asiáticos, el 4.52% eran de otras razas y el 9.81% pertenecían a dos o más razas. Del total de la población el 99.28% eran hispanos o latinos de cualquier raza.